# Data Display Debugger

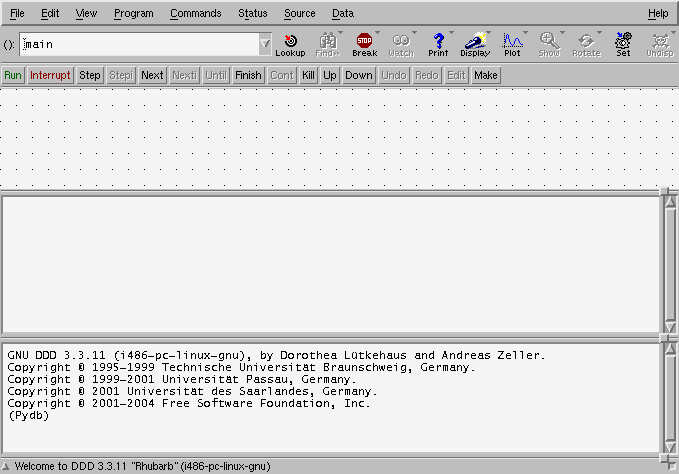
Ejemplo DDD

Data Display Debugger o DDD es una popular interfaz gráfica de usuario para depuradores en línea de comandos como GDB, DBX, JDB, WDB, XDB, el depurador de Perl o el depurador de Python.
DDD se rige bajo licencia GNU GPL y es software libre.
DDD tiene una GUI que permite visualizar el código fuente y una interfaz gráfica interactiva para visualizar los datos, donde las estructuras de datos son visualizadas como gráficos.
Un simple clic del ratón permite seguir los punteros o visualizar los contenidos de una estructura. Usando DDD, puedes determinar como se comporta la aplicación visualizando sus datos, y no viendo como se ejecutan sus líneas de código.
DDD es usado principalmente en sistemas UNIX, y su funcionalidad se puede complementar con Plug-in desarrollados por programadores de la comunidad del software de código abierto.